# Англо-радянські договори (1924)
А́нгло-радя́нські договори́ 1924 — два договори, загальний і торговельний, які мали на меті врегулювати політичні й економічні питання між Великою Британією і СРСР, виходячи з факту визнання урядом Великої Британії Радянського уряду. 
А.-Р. д. були підписані 8 серпня 1924 в Лондоні, але сили не набрали в зв'язку з відмовою консервативного уряду Болдуїна ратифікувати їх.